# Îlot Bouni
L'îlot Bouni ou Chissioua Mbouini est un îlot de Mayotte.

## Géographie
Il est situé au sud de Mayotte et s'étend sur environ 800 m de longueur dont 270 m n'est qu'une très étroite bande de sable. Sa largeur maximale n'atteint pas 140 m. 